# جمهوری سن مارکو
جمهوری سن مارکو (ایتالیایی: Repubblica di San Marco) یک دولت انقلابی ایتالیا بود که به مدت ۱۷ ماه در ۱۸۴۸–۱۸۴۹ بر سر کار بود. این جمهوری پس از بنیان‌گذاری در تالاب ونتزیا، آن را به اکثر قلمرو ونتو یا جمهوری ونیز گسترش داد. این جمهوری ۵۱ سال پس از جنگ‌های انقلاب فرانسه سرکوب شد.